# Park Si-hun
Park Si-hun (kor. 박시헌; * 16. Dezember 1965) ist ein ehemaliger südkoreanischer Boxer. Park war Olympiasieger 1988 in Seoul im Halbmittelgewicht (-71 kg).

## Boxkarriere
Park Si-hun gewann 1985 mit einem Finalsieg gegen Manjit Singh die Asienmeisterschaft in Bangkok, sowie mit Siegen gegen Freddy Sánchez, Michael Timm und Kevin Bryant den Weltcup in Seoul.
1987 wiederholte er mit einem Finalsieg gegen Abbas Khalil den Gewinn der Asienmeisterschaft in Kuwait und schied im Viertelfinale des Weltcup in Belgrad gegen Fatmir Makoli aus. Im März 1988 nahm er am vorolympischen Testturnier in Seoul teil, wo er im Viertelfinale gegen Enrico Richter ausschied.
Bei den Olympischen Spielen 1988 in Seoul wurde er dann mit Siegen gegen Abdullah Ramadan (Abbruch), Torsten Schmitz (5:0), Vincenzo Nardiello (3:2), Raymond Downey (5:0) und Roy Jones junior (3:2) Olympiasieger im Halbmittelgewicht.

## Kontroverse um den Olympiasieg
Sein Sieg gegen Jones gilt als einer der umstrittensten Momente in der Geschichte des olympischen Boxens. Jones, der alle vorherigen Olympiakämpfe ohne Rundenverlust gewinnen konnte, dominierte den Kampf gegen Park sichtlich mit seiner Geschwindigkeit und Technik, welche von Park selbst, als von einem anderen Niveau bezeichnet wurde. Im Kampfverlauf erzielte Jones laut Punch Recorder des übertragenden Senders NBC die höhere Schlagfrequenz (303:188) und Trefferstatistik (86:32), zudem wurde Park aufgrund zahlreicher schwerer Treffer in der zweiten Runde stehend angezählt. Trotz dieses überlegen geführten Kampfes durch Jones wurde Park von drei der fünf Punktrichtern, Bob Kasule aus Uganda, Alberto Durán aus Uruguay und Hiouad Larbi aus Marokko, zum Sieger erklärt, während die Punktrichter Saut Gwadjawa aus der Sowjetunion und Sandor Pajar aus Ungarn, Jones als den klaren Sieger auf ihren Zetteln hatten. Die Sports Illustrated teilte mit, dass Larbi ihr gegenüber eingeräumt hätte, nur für Park gepunktet zu haben, um das Gastgeberland nicht in Verlegenheit zu bringen. Selbst der Präsident des Boxweltverbandes AIBA, Anwar Chowdhry, kritisierte das Kampfergebnis. Alle drei Punktrichter wurden schließlich für sechs Monate suspendiert, im Anschluss daran jedoch von der AIBA wieder freigegeben. Ein Vorschlag des AIBA-Vizepräsidenten Paul Konnor, Jones nachträglich zum Olympiasieger zu ernennen oder aber Jones zusätzlich zu Park Gold zu geben und den zweiten Platz freizulassen, wurden von der AIBA-Exekutive mit deutlicher Mehrheit abgelehnt. Bestechungsversuche durch Offizielle des Gastgeberlandes, angeblich dokumentiert durch Stasi-Unterlagen des AIBA-Generalsekretärs Karl-Heinz Wehr, konnten nie bewiesen werden.
Jones wurde schließlich mit dem Val-Barker-Pokal als herausragendster Boxer der Olympischen Spiele ausgezeichnet. Der Protest des US-Olympiaverbandes gegen den Kampfausgang wurde wegen eines Formalfehlers abgewiesen. Im Mai 1997 gab François Carrard als Generaldirektor des Internationalen Olympischen Komitees nach nochmaliger Überprüfung des Kampfes bekannt, dass das Urteil von 1988 bestätigt werde. Der Vorwurf einer Korruption könne nicht gestützt werden. Jones wurde jedoch im September 1997 mit dem Olympischen Orden ausgezeichnet.
Park selbst gab in einem Interview an, dass er gedacht habe, er hätte verloren, weil er keinen Kampf geführt habe, der einen Sieg verdient hätte. Er sei verwirrt gewesen, als der Ringrichter seine Hand gehoben habe. Bei der Siegerbekanntgabe ging er sofort zu Jones und hob diesen in die Luft, bei der Medaillenverleihung hob er dessen Arm. Park gab an, er sei nach den Olympischen Spielen heftiger Medienkritik und unaussprechlicher Beleidigungen ausgesetzt gewesen. Er habe schließlich sogar unter Depressionen und Selbstmordgedanken gelitten und habe in ein anderes Land ziehen wollen, was nur durch die Geburt seiner Kinder verhindert worden sei.

## Nach dem Boxen
Park zog sich nach dem Olympiasieg aus dem Boxen zurück und verbrachte die nächsten 13 Jahre als Mittel- und Oberschullehrer in einer ländlichen Küstenstadt, bevor er als Trainer des Boxteams von Seogwipo zum Sport zurückkehrte und von 2001 bis 2016 auch die südkoreanische Nationalmannschaft trainierte.